# Moshaneng
Moshaneng est une ville du Botswana.